# Brétigny (doyenné)
Pour les articles homonymes, voir Brétigny.
Le secteur pastoral de Brétigny est une circonscription administrative de l'église catholique de France, subdivision du diocèse d'Évry-Corbeil-Essonnes.

## Histoire
Le synode diocésain de 1987 a modifié le statut du doyenné en secteur pastoral. En 2010, les limites du secteur furent modifiées.

## Organisation
Le doyenné de Brétigny est rattaché au diocèse d'Évry-Corbeil-Essonnes, à l'archidiocèse de Paris et à la province ecclésiastique de Paris. Il est situé dans le vicariat Centre et la zone urbaine du diocèse.

### Paroisses suffragantes
Le siège du doyenné est fixé à Brétigny-sur-Orge. Le secteur pastoral de Brétigny regroupe les paroisses des communes de:
- Brétigny-sur-Orge,
- Cheptainville,
- Guibeville,
- Le Plessis-Pâté,
- Leudeville,
- Marolles-en-Hurepoix,
- Saint-Vrain,
- Vert-le-Grand,
- Vert-le-Petit.

### Prêtres responsables
| Période                                  | Période  | Identité              | Fonction précédente | Observation                                    |
| ---------------------------------------- | -------- | --------------------- | ------------------- | ---------------------------------------------- |
| 1989                                     | 1995     | Luc Crepy             |                     | Actuellement évêque du diocèse de Versailles   |
| 1995                                     | 2001     | Jean-Michel Amouriaux |                     | -                                              |
| 2001                                     | 2005     | Laurent Tournier      |                     | -                                              |
| 2005                                     | 2007 (?) | Gilles Morel d'Arleux |                     | -                                              |
| 2007 (?)                                 | 2009     | Pierre-Yves Boyer     |                     | -                                              |
| 2009                                     | 2014     | Martial Bernard       |                     | Actuellement vicaire général du diocèse d'Evry |
| 2014                                     | 2020     | Jean-Luc Guilbert     |                     | -                                              |
| 2020                                     |          | Evariste Camara       |                     | -                                              |
| Les données manquantes sont à compléter. |          |                       |                     |                                                |

## Patrimoine religieux remarquable
- Église Saint-Pierre à Brétigny-sur-Orge ;
- Église Saint-Caprais à Saint-Vrain.

## Pour approfondir

## Sources
1. ↑  Carte du découpage en secteurs sur le site du diocèse. Consulté le 10/08/2010.